# Konrad Brendle
Konrad Brendle (ur. 10 sierpnia 1895, zm. 2 września 1918) – niemiecki as myśliwski z czasów I wojny światowej z 9 potwierdzonymi zwycięstwami powietrznymi.
Służbę w lotnictwie rozpoczął w listopadzie 1917 roku w Jagdstaffel 17. Następnie został przeniesiony do Jagdstaffel 45. Pierwsze zwycięstwo powietrzne odniósł 6 marca w okolicy Fortu Marre. Ostatnie potwierdzone podwójne zwycięstwo odniósł 2 września. W czasie ataku za liniami frontu w okolicach Reims Brendle zestrzelił dwa francuskie balony obserwacyjne. W czasie ataku pilotowany przez niego Fokker D.VII został zestrzelony przez artylerię przeciwlotniczą. Brendle zginął. 